# いつもここからの芸能株式市場
「いつもここからの芸能株式市場（いつもここからのげいのうかぶしきしじょう）」はいつもここからがパーソナリティを勤めるポッドキャスト番組（インターネットラジオ番組）。TOKYO FM（JFN）とワタナベエンターテインメントの共同制作。2006年4月12日午前0時（4月11日深夜24時）配信開始。

## 概要
毎週水曜日12時配信。
上記の配信時刻は、番組公式HPによる配信。iTunes Music Storeによる配信は、水曜日の12時に配信されることはほとんど無く、数時間・もしくは数日（場合によっては一週間以上）遅れる場合が多い。
いつもここからが1週間で芸能人や著名人の名前がブログで書き込まれた回数をその人の株価としの芸能人の話題性を分かりやすく紹介する番組。なお株価は芸能証券の情報を元に構成されている。（株価算出方法は芸能証券:初心者ガイドを参照）
毎週火曜日の夜に収録し若干の編集をして、翌日の12時に配信するほぼ撮って出し形式で配信している。基本的に番組の長さは40分前後である。
芸能人の株価情報のみならず、普段あまり見る機会が少ないいつもここからのトークが楽しめるのもあって一時期iTunes Music Storeの「Today's トップ Podcasts」（その日のポッドキャスト新規登録数ランキング）で最高10位にランクインした。
元々は芸能人の話題性などの「株価」中心の内容であったが、最近ではトークが中心の内容になっており、株価情報はおまけのような存在になっている。

## 出演者
パーソナリティ
- いつもここから
  - 山田一成
  - 菊地秀規

ナレーター
- 加乃みるく（声優）

## コーナー

### 芸能株価ヘッドライン
収録1週間前の芸能証券の情報を元に芸能人の株価をカテゴリ別に紹介する。番組初期は1回の配信で2回このコーナーが行われたが、オープニングトークが長くなり現在は1回のみ行われる。この時使用されるカテゴリは駄洒落の効いた名前が付けられる事もある（例えば「ビッグスター関連銘柄」で背の高い芸能人ばかり紹介された）。過去に山田が冬のソナタに嵌ったことがきっかけでペ・ヨンジュンの株価の紹介と山田の冬のソナタ進行状況を報告する「先週のヨン様」も行われていたが第35回をもって終了となったその後菊地がガンバの冒険を語る「僕とガンバの大冒険」というコーナーが始まる予定だったが結局お蔵入りとなってしまった。

### いつもここからPresents「バウアー&ハウザー」
いつもここからの気になりだしたものが何故か世の中に流行するといった現象が起こったことから始まったコーナー。どれだけ影響が出ているのかを知るため検索件数を発表するとともにいつもここからが最近気になっている作品を熱く語っている。ちなみにタイトルとなっているバウアー&ハウザーはこのコーナーがスタートしたときに気になったものであった「24 -TWENTY FOUR-のジャック・バウアー」と「天才少年ドギー・ハウザー」から名前をとっている。

### 銘柄予測トライアル
（番組内では「いつここ銘柄予測トライアル」と称しているが、番組ホームページ及び芸能証券ホームページでは「銘柄予測トライアル」と称しているので、ここでは後者を使用する）
番組が提示する芸能人5～6人の株価を次週の収録前までの株価上昇率で一番上昇率の高い芸能人を予想するコーナーであり番組の主軸と言われるコーナー。1週間の上昇率で競うので大物芸能人と若手の芸能人の格差が無いので予想するのが難しい。
毎回コーナーの最初に前回の結果を確認する。予想が的中したら特に何も起きないが、予想を外したら番組が用意した特製サイコロを振らなければならない（番組初期は上昇率1位に芸能人の名前を使って「謝罪あいうえお作文」を作らされていたが、罰と言われるほどの罰では無かった為変更された）。このサイコロの面は毎回変更され、「謝罪あいうえお作文」の他に「1位だった芸能人に謝罪文ファンレターを書いて送る」等の以前より厳しい罰になっている。ちなみに「セーフ」の面も度々登場する。
結果が的中した場合は第30回まではリスナー、第31回からは予想を的中したキャスターにiPod shuffle(第1回から第33回までは512MB 第34回からは1GB)がプレゼントされていた。第31回から第51回までは的中したキャスターにiPod shuffleプレゼントされそのiPod shuffleをどうするのかは的中したキャスターの判断に委ねられ、それと同時に予想もコンビで1銘柄だったが山田・菊地の個人予想と変更となった。第52回からは、商品がiPod shuffleからカップラーメンに変更となった。予想傾向として山田は提示された芸能人の過去のデータを参考に予想するが、菊地は基本的に勘で選んでいる。しかし、菊地は山田のデータを参考に予想することもしばしば。
第13回で菊地の目に見えない力（菊地曰く、超能力ではない）を試す企画をすると反響が良かったので、第14回より芸能人の名前が書かれたカードを裏返して1枚選び、トライアルの参考にするスピリチュアルチョイスタイムが行われるようになった。

### 上げ株↑下げ株↓
（番組内では「いつここ上げ株下げ株」と称しているが、番組ホームページ及び芸能証券ホームページでは「上げ株↑下げ株↓」と称しているので、ここでも後者を使用する）
日常生活でよくある現象やサービス、行動などで「これは嬉しい」など気分を上々する瞬間を「上げ株」、「これはいらない」など気分を悪くさせるような瞬間を「下げ株」と称し、リスナーから募集するリスナー参加型コーナー。芸能人とは関係の無い身近な社会の変化を紹介する。番組内、もしくは番組ホームページで採用されるとノベルティの「芸能株式市場オリジナルカード」がプレゼントされる。
（曖昧な表現なので理解しやすい表現にしてくださる方は編集をお願いします）

### 株価用語講座
番組の終盤にナレーターの加乃が株式で使用される用語を紹介。わかりやすくする為加乃が使い方の例文を言う。しかし番組がトーク中心になってからはこのコーナーは行われていない。

## エピソード
- この番組はいつもここからにとって約7年ぶりのウィークリーラジオ（俗に言う「いつもここからの～」というラジオ）番組である。
- いつもここからは加乃のキャラクター作りに苛立ちを持っている
- 菊地はこの番組で、自分には科学では証明できない不思議な力があると断言している。
- 銘柄予測トライアルでアンジェラ・アキに謝罪文ファンレターをTOKYO FMに偶然いた本人にスタッフが直接渡したら文章で返事が来た。